# 6700 Kubišová
6700 Kubišová este un asteroid din centura principală de asteroizi.

## Descriere
6700 Kubišová este un asteroid din centura principală de asteroizi. A fost descoperit pe 12 ianuarie 1988 la Observatorul Kleť de Zdeňka Vávrová. Asteroidul prezintă o orbită caracterizată de o semiaxă mare de 2,63 ua, o excentricitate de 0,10 și o înclinație de 6,1° în raport cu ecliptica.